# روجر هنت
روجر هنت (بالإنجليزية: Roger Hunt)‏ ، من مواليد 20 يوليو 1938 ، لاعب كرة قدم إنجليزي سابق.
لعب مع منتخب إنجلترا لكرة القدم.

## مسيرته الكروية
لعب روجر هنت خلال مسيرته الاحترافية مع 3 أندية في ستة عشر موسمًا وسجل خلالها 273 هدف ضمن 486 مباراة. حيث فاز في موسم واحد بالكأس وفي ثلاثة مواسم بالدوري.
خاض روجر هنت مسيرته مع نادي ليفربول في موسم 1958–59 ليلعب معه اثنا عشر موسمًا، مشاركًا في 404 مباراة سجل خلالها 245 هدف. ثم انتقل إلى نادي بولتون واندررز في موسم 1969–70 في المرة الأولى ولمدة موسمين ثم في موسم 1971–72 لمدة موسم واحد، حيث شارك طوالها في 76 مباراة سجل خلالها 24 هدفًا. لينتقل بعدها إلى نادي هيلانك ما بين عامي 1971 و1972 لمدة موسم واحد، مشاركًا في 6 مباريات سجل خلالها 4 أهداف.

## روابط خارجية
- روجر هنت على موقع الاتحاد الدولي (مؤرشف)  (الإنجليزية)
- روجر هنت على موقع الاتحاد الأوربي (الإنجليزية)
- روجر هنت على موقع قاعدة بيانات كرة القدم.إي يو (الإنجليزية)
- روجر هنت على موقع ناشيونال فوتبول تيمز (الإنجليزية)